# Hibiscus fugosioides
Hibiscus fugosioides là một loài thực vật có hoa trong họ Cẩm quỳ. Loài này được Hiern mô tả khoa học đầu tiên năm 1896.